# Ceroplesis rubrocincta
Ceroplesis rubrocincta es una especie de escarabajo longicornio del género Ceroplesis, subfamilia Lamiinae. Fue descrita científicamente por Hintz en 1911.
Se distribuye por Kenia, Uganda, Tanzania y República Democrática del Congo. Mide 20-24 milímetros de longitud. El período de vuelo de esta especie ocurre en los meses de febrero, septiembre y noviembre.